# Orthosia marmorata
Orthosia marmorata là một loài bướm đêm trong họ Noctuidae.